# 4-es busz (Karcag)
A karcagi 4-es jelzésű autóbusz egy helyi járat, ami a Vasútállomás és az Autóbusz-állomás között közlekedik. A viszonylatot a Volánbusz üzemelteti.

## Megállóhelyei
| 0 | Vasútállomás végállomás     | 0  | 0.0 km | 1, 1A, 3 1066 4700, 4701, 4702, 4710, 4730, 4812 Karcag vá. (100. sz.)                            |
| 1 | Gyarmati utca               | 2  | 0.5 km | 1, 1A 4700, 4701, 4702, 4710, 4730                                                                |
| 2 | Kápolna                     | 3  | 0.8 km | 1, 1A                                                                                             |
| 3 | Kerekes István utca         | 4  | 1.1 km | 1, 1A 4700, 4701, 4702, 4710, 4730                                                                |
| 4 | Orvosi rendelő              | 5  | 1.6 km | 1, 1A 4700, 4701, 4702, 4710, 4730                                                                |
| 5 | Posta                       | 6  | 2.0 km | 1, 1A, 3 4700, 4701, 4702, 4710, 4730                                                             |
| 6 | Kossuth tér                 | 8  | 2.5 km | 1, 1A, 3 4700, 4701, 4702, 4710, 4715, 4720, 4730                                                 |
| 7 | Autóbusz-állomás végállomás | 11 | 3.2 km | 1, 1A, 2, 2A, 3 1066, 1375, 1443 4616, 4619, 4700, 4701, 4702, 4704, 4710, 4715, 4720, 4730, 4812 |